# Александар С. Марковић
Александар С. Марковић (1878–1961. Преторија, Јужноафричка република) први је српски  војни доктор рендгенолог.

## Биографија
Александар Марковић је завршио медицину, а затим се одлучио на две специјализације, једну из из области хирургије коју је завршио на Универзитету у Бечу, а другу из области радиологије и физикалне терапије на Универзитету у Цириху и Бечу.  Прва Рендгенска станица је отворена 1. маја 1910. године и у њој се налазио први рендгенолошки апарат који поверен Александру Марковићу на управљање као првом српском рендгенологу. Рендгенолошка станица се налазила у просторијама Хируршког одељења Опште војне болнице у Београду. Сам назив Рендгенолошка станица је промењен у назив Рендгенолошко одељење 1922. године, те исте године је и Александар С. Марковић именован  за начелника тога одељења, чији је пун назив Одељење за рендгенологију и физикалну терапију, које је је лично отворио Александар Карађорђевић. Александар Марковић је био именован за војног капетана и представник војне, научне и културне елите тог времена. Током Другог светског рата 1941. године био је заробљен у логору у Италији, али је успео да побегне и прудружи се савезницима. До краја Другог светског рата је радио за Црвени крст и пружао помоћ рањеницима и војницима.

## Породица
Александар Марковић је био у браку са Вером, рођена Валтер, по професији физичар, јеврејског порекла која је ухапшена и убијена у Јуденлагеру на Сајмишту, у шездесет трећој години живота у децембар 1941. године. Породица Марковић је живела у породичној кући на Славији, која им је одузета на основу Уредбе Недићеве владе о припадању имовине Јевреја Србији, већ у октобру 1942. После рата, у периоду између 1946. и 1947 године, Александар Марковић се са сином и његовом породицом сели у Јужноафричку Републику, где и умире, у Преторији, у емиграцији, 1961. године.

## Заслуге и одликовања
Александар С. Марковић је био учесник и у Балканском и Првом светском рату. Био је носилац  Албанске споменице, он је организивао  лекарску помоћи српској војсци на Крфу и у Солуну, а био је и учесник у пробоју Солунског фронта и ослобођењу Србије. Одликован је са 18 медаља за храброст. 